# IPhone 6s

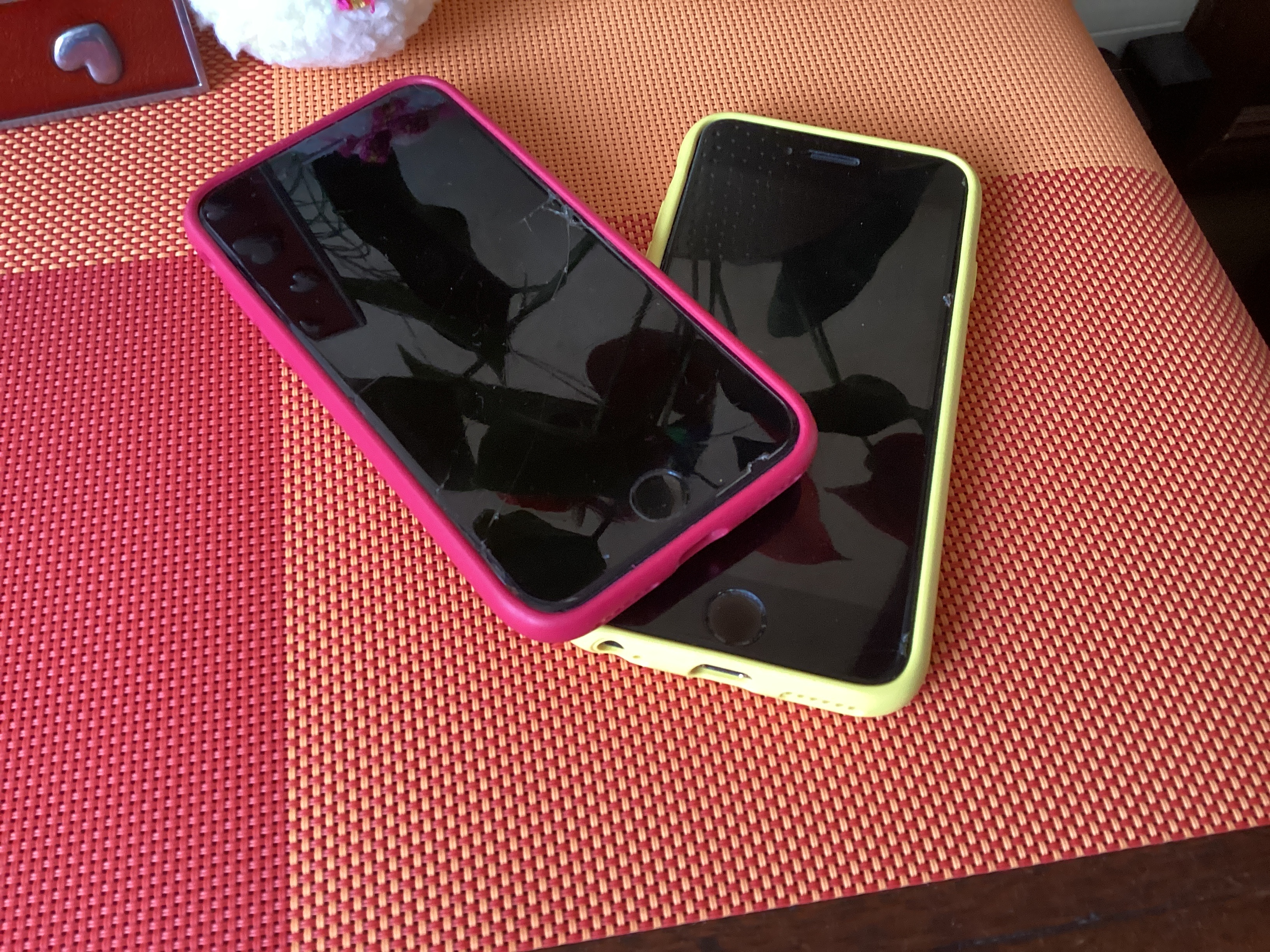
iPhone 6S debajo iPhone 8

El iPhone 6s es un teléfono inteligente de gama alta diseñado por Apple Inc., con procesador de dos núcleos a 1.85 GHz, 2 GB de memoria RAM y pantalla de 4,7 pulgadas. Es parte de la serie iPhone y fue anunciado el 9 de septiembre de 2015. El iPhone 6s y 6s Plus son conjuntamente sucesores del iPhone 6 y iPhone 6 Plus de 2014.
Los iPhone 6s y iPhone 6s Plus incluyen mejoras en las especificaciones de hardware, incluyendo una pantalla táctil sensible a la fuerza llamada 3D Touch, cámaras delanteras y traseras actualizadas, grabación de vídeo en 4K; un procesador más rápido; un nuevo chasis hecho de una aleación de aluminio serie 7000; sensor de huella Touch ID de segunda generación; LTE y conectividad Wi-Fi mejorados, una nueva funcionalidad conocida como Live Photos y un nuevo acabado en oro rosa además del gris, plata, y oro, acabados que se encuentra en los modelos anteriores, mientras se mantiene un diseño idéntico. Los dispositivos cuentan con iOS 9 preinstalado.
Actualmente su precio oficial queda fijado en 529€ para los modelos de 32 GB y 639€ para aquellos con 128 GB. Los colores disponibles son plata, oro, gris espacial y oro rosa.

## Características
- Pantalla: 4,7 pulgadas, con la tecnología 3D Touch.
- SoC: Apple A9 de arquitectura de 64 bits con coprocesador de movimiento M9 está integrado directamente con el chip A9. La CPU es 70 % más rápida y con GPU 90 % más rápido.
- Tamaño y peso: Su altura es de 138,3 mm, con un ancho de 67,1 mm, grosor de 7.1 mm y peso de 143 g.
- Sistema operativo: El original es iOS 9 y el actual es iOS 15.
- Batería: 1715 mAh. Duración de la batería:

-Tiempo de conversación: hasta 14 horas en 3G
-Uso de Internet: hasta 10 horas en 3G, hasta 10 horas en 4G LTE y hasta 11 horas en Wi-Fi
-Reproducción de video HD: hasta 11 horas
-Reproducción de audio: hasta 50 horas
-Tiempo en modo de reposo: hasta 10 días
-Batería de iones de litio recargable integrada
-Carga a través del adaptador de corriente o del puerto USB de la computadora  LIGHTNING
-Las afirmaciones sobre la batería dependen de la configuración de la red y de muchos otros factores. Los resultados reales pueden variar. La batería tiene ciclos de recarga limitados y eventualmente necesitará ser reemplazada por un proveedor de servicio de Apple. La duración de la batería y el número de ciclos de carga varían según el uso y la configuración.
- Cámara: uno de los aspectos más valorados del iPhone, recibe la mejora más importante de todo el iPhone 6s y pasa de los 8 Mpx a los 12 MP con tecnología iSight. Además, los nuevos iPhone 6s son capaces de grabar vídeo en 4K, característica cada vez más común en los celulares de gama alta. La cámara de FaceTime, otra de las grandes promesas de mejora del iPhone 6s, también se renueva y pasa de los 1,2 MP a los 5 MP incluyendo Retina Flash. Sin embargo, más allá de la notoria mejora en las especificaciones, la cámara del iPhone 6s será capaz de crear fotografías animadas –como un gif en alta resolución– que se activa con la nueva tecnología 3D Touch; la nueva función lleva el nombre de Live Photos y será exclusiva de los iPhone 6s y iPhone 6s Plus.
- Eslogan:  The only thing that's changed is everything (USA), Solo una cosa cambió. Todo. (América Latina),
 Lo único que cambia es todo. (España)

## Lanzamientos del iPhone 6s en países
25 de septiembre de 2015: Australia, Alemania, China, Canadá, Francia, Hong Kong (China), Japón, Nueva Zelanda, Puerto Rico, Singapur, Reino Unido, República Dominicana, Estados Unidos
9 de octubre de 2015: Andorra, Austria, Bélgica, Bosnia, Bulgaria, Croacia, Dinamarca, España, Estonia, Finlandia, Grecia, Groelandia, Hungría, Holanda, Islandia, Irlanda, Isla de Man, Italia, Letonia, Liechtenstein, Lituania, Luxemburgo, Maldivas, México, Mónaco, Noruega, Polonia, Portugal, Rumania, República Checa, Rusia, Eslovaquia, Suecia, Suiza y Taiwán (China).
10 de octubre de 2015: Baréin, Jordania, Kuwait, Catar, Arabia Saudita y Emiratos Árabes
15 de octubre de 2015: Israel, Costa Rica y Brasil
16 de octubre de 2015: India, Kazajistán, Macedonia, Malasia, Montenegro, Malta y Sudáfrica
23 de octubre de 2015: Bielorrusia, Colombia, Corea del Sur, Guam, Maldivas, Serbia, Turquía y Ucrania
30 de octubre de 2015: Chile, Guatemala, Tailandia, Argentina

## Recepción y problemas
En noviembre de 2016, Apple lanzó un programa de reparación de la batería debido a una serie de problemas que aparecieron en modelos fabricados entre septiembre y octubre de 2015. Este problema tuvo diferentes manifestaciones, pero la más habitual era el apagado repentino del teléfono, aunque tuviera un porcentaje de carga suficientemente alto como para seguir funcionando. Algunos usuarios aseguraron que el terminal se apagaba con un 50% de batería. La compañía estadounidense detalló en su web oficial el procedimiento de entrega del terminal para su reparación y una gran variedad de información acerca del problema. La propia empresa corría con el gasto de la reparación.